# گرند کولی (واشینگتن)
گرند کولی (به انگلیسی: Grand Coulee) شهری در شهرستان گرانت ایالت واشنگتن است که در سرشماری سال ۲۰۱۰ میلادی، ۹۸۸ نفر جمعیت داشته است. 